# Coșerele, Prahova
Coșerele este un sat în comuna Gornet-Cricov din județul Prahova, Muntenia, România.